# Heterorrhina pyramidalis
Heterorrhina pyramidalis är en skalbaggsart som beskrevs av Delpont 2009. Heterorrhina pyramidalis ingår i släktet Heterorrhina och familjen Cetoniidae. Inga underarter finns listade i Catalogue of Life.